# Đình thần Vĩnh Nguơn
Đình Vĩnh Nguơn có tên chữ là Trung Hưng Thần Miếu (chữ Hán: 中 興 神 廟), tọa lạc tại đầu vàm kênh Vĩnh Tế (chỗ giao nhau với sông Châu Đốc); nay thuộc phường Vĩnh Nguơn, thành phố Châu Đốc, tỉnh An Giang, Việt Nam.

## Lịch sử

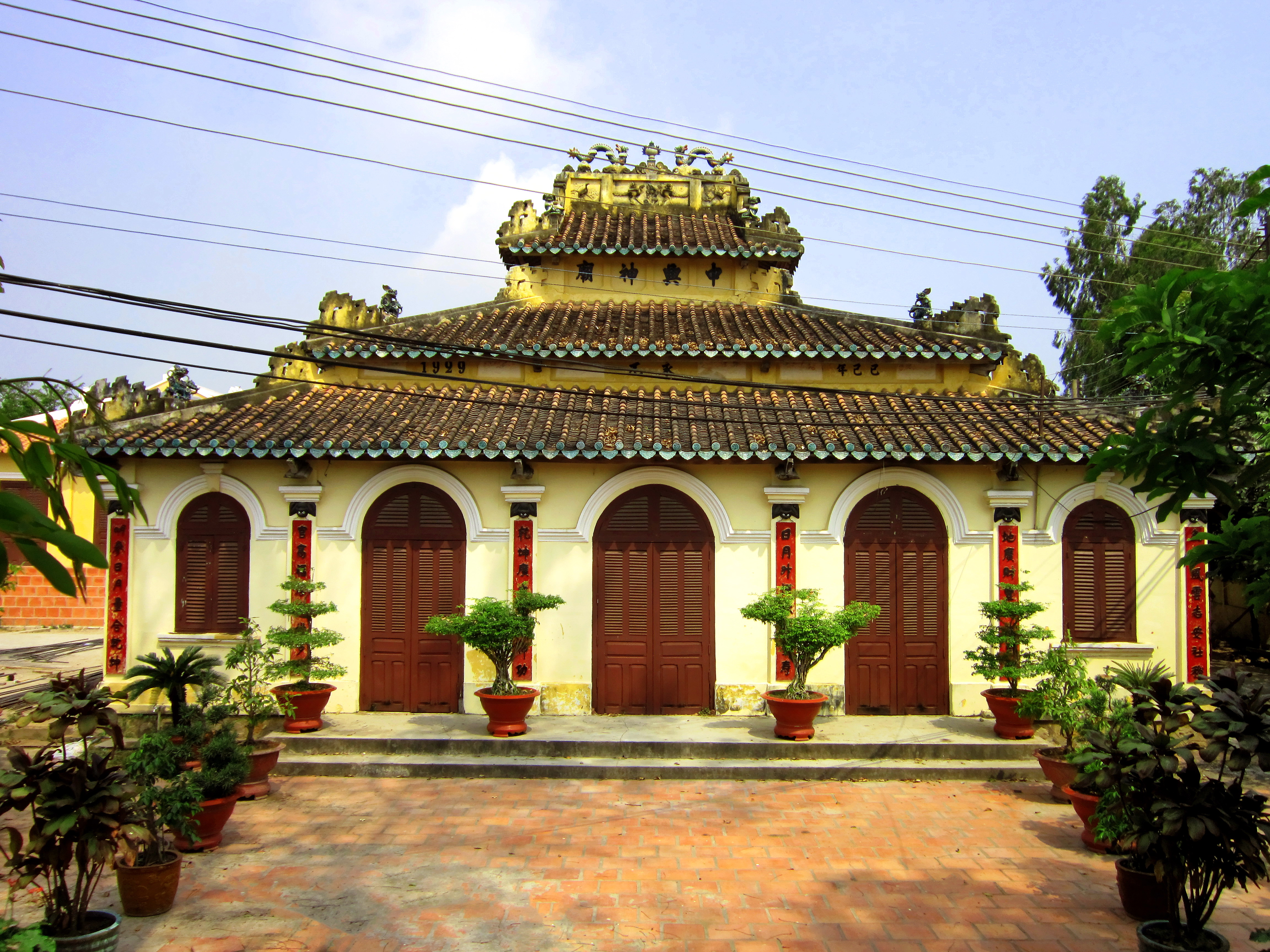
Mặt tiền đình Vĩnh Nguơn

Không rõ năm xây dựng, chỉ biết ban đầu ngôi đình được dựng bằng bằng tre lá đơn sơ tọa lạc ở phường Vĩnh Nguơn, để thờ Nguyễn Hữu Lễ (? - ?), một người dân tại địa phương (có nguồn ghi là trưởng thôn), không rõ thân thế.
Tương truyền, ông đã đứng ra huy động dân làng, tập hợp thuyền bè để đưa chúa Nguyễn Phúc Ánh và đoàn tùy tùng vượt sông chạy trốn khi bị quân Tây Sơn truy đuổi. Sau đó, ông cùng mọi người nhận chìm hết xuồng ghe. 
Không có phương tiện để đuổi theo, quân Tây Sơn bèn trút mọi tức giận lên dân làng. Để cứu mọi người, ông đã can đảm đứng ra nhận tội chủ mưu và bị xử chết . Cảm khái nghĩa khí của ông, người dân đã lập nơi thờ phụng để hương khói tưởng nhớ.
Năm 1802, nhà Tây Sơn bị đánh đổ, chúa Nguyễn Phúc Ánh lên ngôi vua xưng là Gia Long. Nhớ công lao của ông, nhà vua bèn sắc phong ông làm "Thành Hoàng Nghĩa Dũng Hữu Lễ Nguyễn Công Tôn Thần", ban tặng tấm liễn "Nghĩa khí trung hưng", đồng thời cấp cho sở đất thu huê lợi, để trùng tu đình thờ và tổ chức lễ cúng vía hàng năm. Đến đời vua Khải Định năm thứ 9 (1924), lại gia phong ông làm "Đoan Túc Dực Bảo Trung Hưng Tôn Thần".
Năm 1929, Đốc phủ Trương Tấn Vị cùng Ban quý tế họp sức dời ngôi đình về địa điểm hiện nay, vì chỗ cũ hằng năm thường xuyên bị ngập vào mùa nước nổi. Lúc ấy, ngôi đình cũng được làm mới hoàn toàn vì cây lá cũ đã bị hư hỏng. Mái được lợp ngói, vách được xây gạch, các cột được thay bằng gỗ căm xe... Ngoài chính điện, họ còn xây dựng võ qui, võ ca, nhà khói, cổng ra vào...Về sau, đình Vĩnh Nguơn còn được tu sửa nhiều lần, nhưng đến nay vẫn còn giữ được dáng vẻ của lần kiến tạo này.

## Kiến trúc, thờ phụng

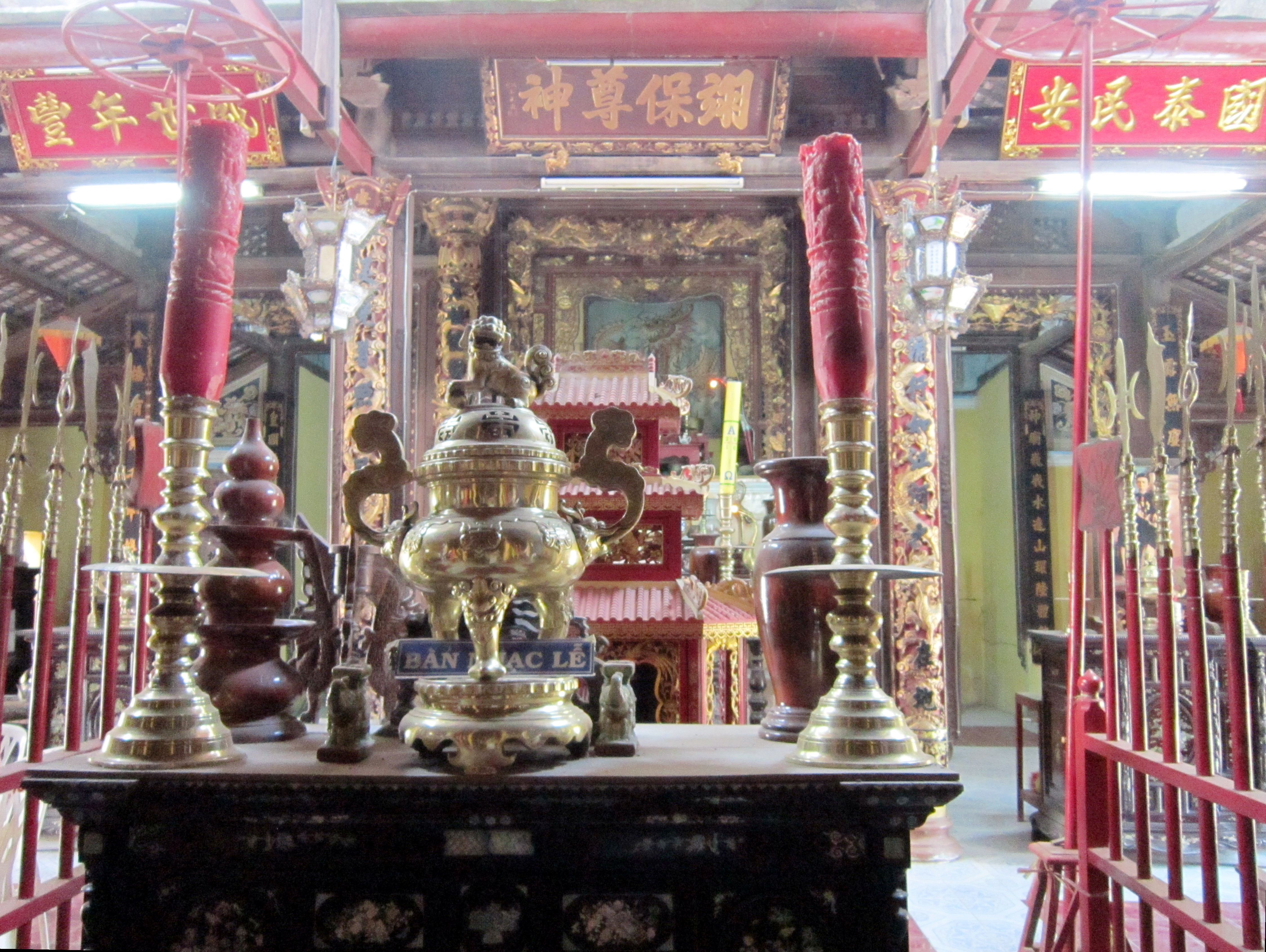
Gian thờ chính (đại điện) trong đình

Cổng tam quan của đình có mái cong, 3 tầng, trang trí hoa văn và tranh vẽ hình rồng. Hai bên trụ cổng có câu đối bằng chữ Hán:
永保人民太平居樂業
元開荒地從風有守家
Phiên âm:
Vĩnh bảo nhân dân thái bình cư lạc nghiệp
Nguơn khai hoang địa tòng phong hữu thủ gia.
Dịch nghĩa:
Giữ mãi thái bình cho dân an cư lạc nghiệp
Mở mang bờ cõi theo nhau gìn giữ nước nhà.
Ngôi đình được xây dựng theo kiểu ba gian, hai chái, gồm các công trình: Đại điện, võ qui, võ ca, nhà khói...Công trình có sự gắn kết tài tình giữa các cột, xiên, kèo tạo nên một khung sườn kiên cố có sức chịu lực rất cao cho toàn bộ khối kiến trúc. 
Mặt ngoài của đình có 3 cánh cửa lớn hình vòm. Các hàng cột đều có khắc câu đối chữ đen, nổi bật trên nền đỏ. Trên mái đình có bức hoành phi đắp nổi bằng xi măng sơn đen với 4 chữ Hán: 中 興 神 廟 (Trung Hưng Thần Miếu).
Chính điện có kết cấu theo kiểu cổ lầu tam cấp, với các thân kèo được thợ xưa chạm khắc nhiều đường nét hoa văn hoa lá, đầu rồng, vòm mây...rất tinh xảo. Ở đây có 7 hàng cột tròn, mỗi hàng 4 trụ, đều được ốp liễn đối trang trí hoa văn. Bên trên chính điện có treo các bức hoành phi được sơn son thếp vàng.
Bệ thờ Thần hoàng Nguyễn Hữu Lễ đặt nơi trang trọng nhất ở chính điện. Hầu hết vật thể ở đây đều được sơn son thếp vàng, chứa nhiều hiện vật thờ tự quý như bài vị, hòm sắc, lá sắc, khánh thờ... Ngoài ngôi Long đình, ở đây còn có 21 bàn thờ cổ bằng gỗ, được cẩn ốc xa cừ hoặc chạm khắc các điển tích xưa hoặc mai, cúc, điểu v.v... 
- Bên trái, từ ngoài nhìn vào là các bàn thờ: Tiên Sư, Hậu Viên Quan, Tiền Viên Quan, Tiền Hiền, Tả Ban.
- Bên phải, từ ngoài nhìn vào là các bàn thờ: Thần Nông, Hậu Hương Chức, Tiền Hương Chức, Hậu Hiền, Hữu Ban.

## Cổ vật quý

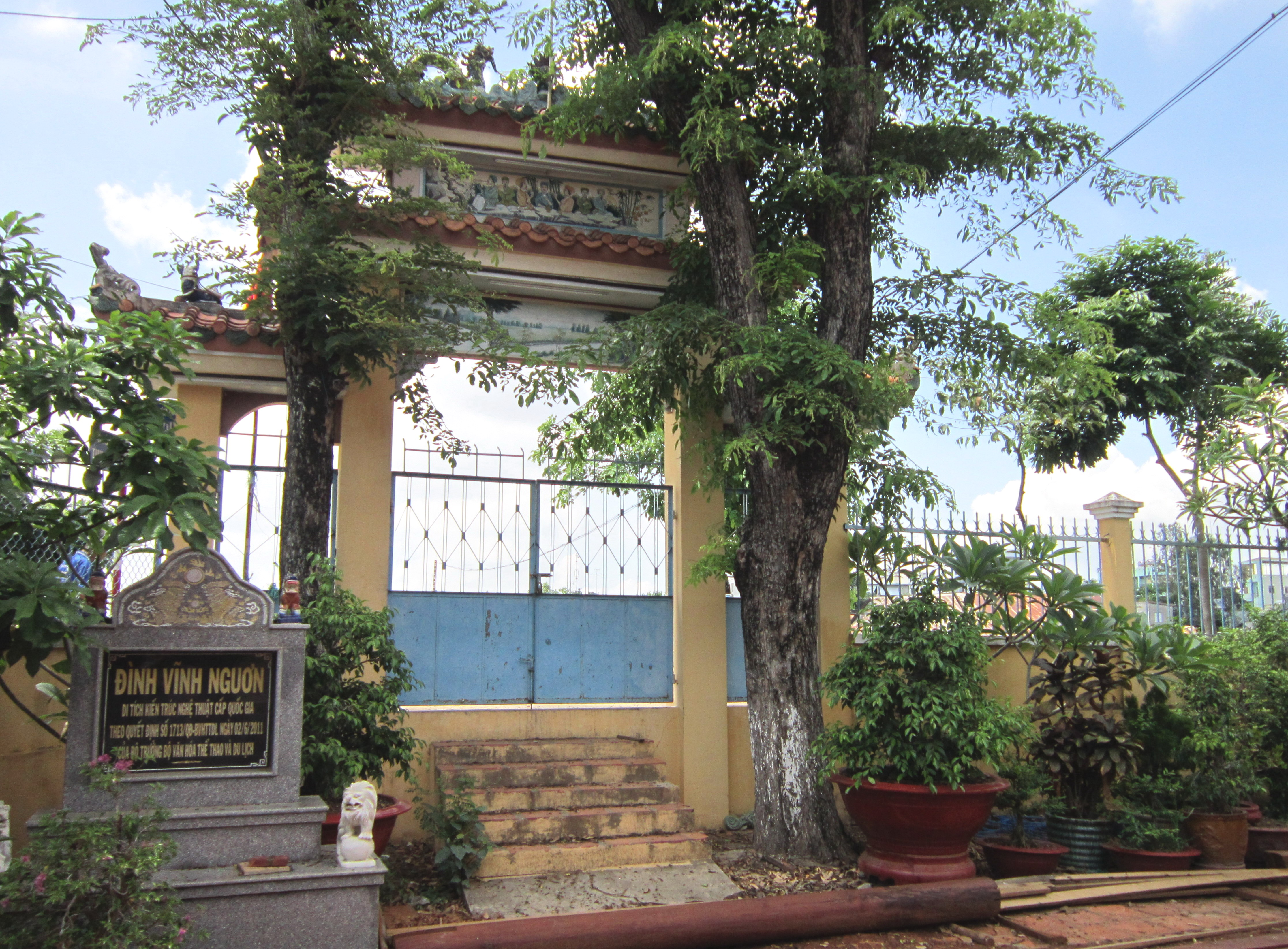
Bia công nhận di tích đình

Những cổ vật quý còn lưu giữ ở đình Vĩnh Nguơn có: 12 đôi liễn gỗ, 6 hoành phi gỗ, 20 bộ lư đồng, 2 cặp chân đèn, trống, chiêng, 1 Long đình, 3 Long vị, cùng 80 bức tranh sơn thủy và phù điêu...
Vì những giá trị lịch sử và mỹ thuật đã kể trên, ngày 2 tháng 6 năm 2011, ngôi đình đã được Bộ Văn hóa - Thể thao và Du lịch công nhận là di tích kiến trúc nghệ thuật cấp Quốc gia theo Quyết định 1713/QĐ-BVHTTDL.

## Lễ hội

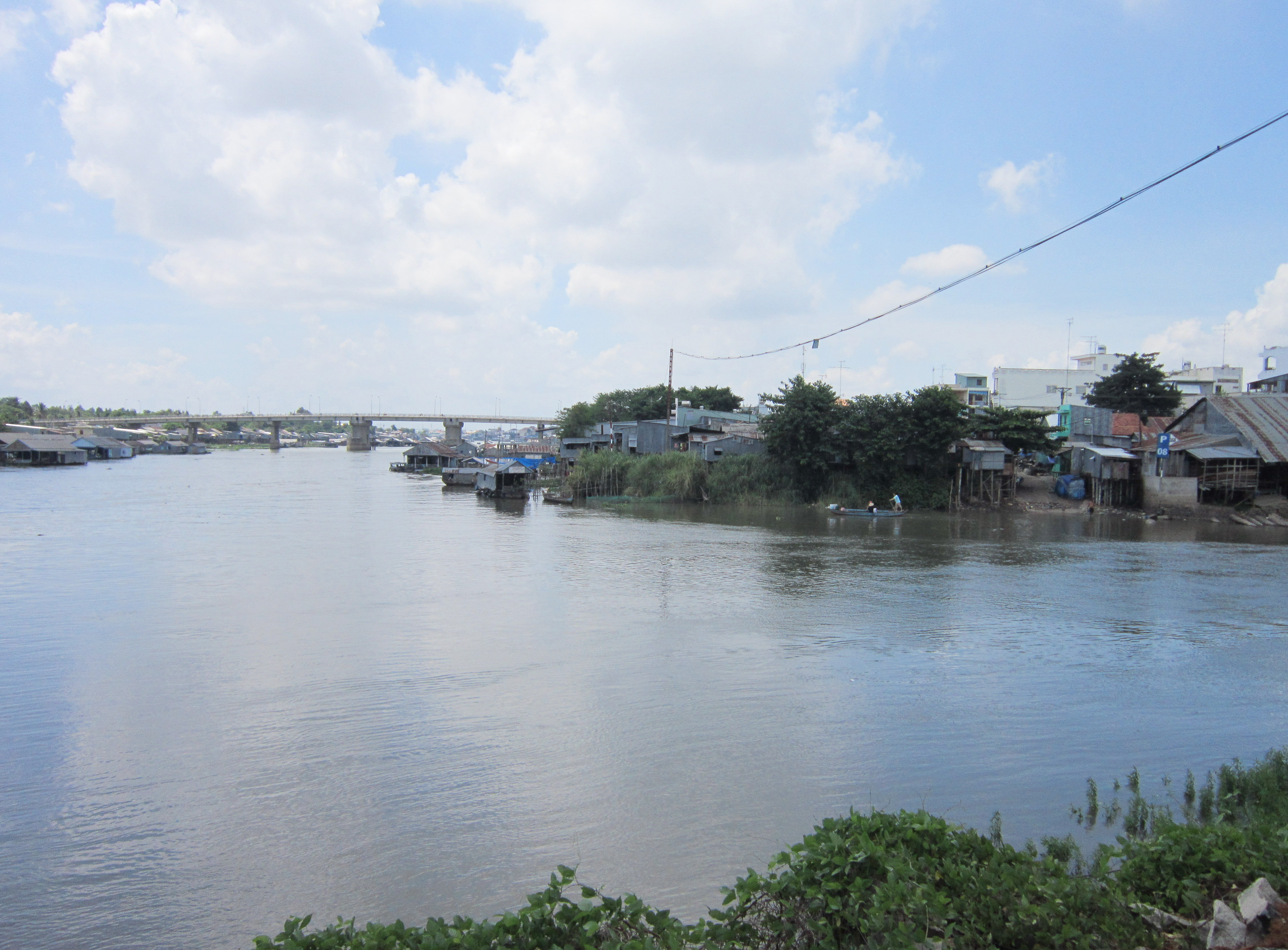
Đầu vàm kênh Vĩnh Tế (bên phải ảnh) giao nhau với sông Châu Đốc, là nơi đình tọa lạc

Sắc phong thần hiện còn lưu giữ tại đình. Cứ 3 năm, đình tổ chức nghênh sắc một lần, và sắc được rước đi khắp 3 ấp trong xã.
Hằng năm, đình Vĩnh Nguơn đổ chức các ngày lễ chính là:
- 16 tháng Chạp: Lễ cúng thần hội cuối năm.
- 16 tháng Giêng: Lễ cúng tống khách đầu năm.
- 16 tháng Tư: Lễ cúng Thần hoàng Nguyễn Hữu Lễ (lễ giỗ chính).